# رابدومیوسارکوم آلوئولار
رابدومیوسارکوم آلوِئولار یا رابدومیوسارکوم کیسهٔ هوایی مانند (انگلیسی: Alveolar rhabdomyosarcoma) یا به اختصار «ARMS» یکی از انواع رابدومیوسارکوم (سرطان بافت نرم) است که از یاخته‌های مزانشیمی نشأت گرفته و به سلول‌های ماهیچه‌ای مربوط است. سلول‌های این تومور بسیار شبیه به کیسه‌های هوایی ریه است و محل بروز آن، از فردی به فرد دیگر متفاوت است، اما بیشتر در ناحیهٔ سر و گردن، دستگاه تناسلی-ادراری، بالاتنه و اندام دیده می‌شود. پروتئین‌های ترکیبی PAX3-FKHR (که امروزه به‌عنوان FOXO1 شناخته می‌شود) و PAX7-FKHR  در بروز این سرطان نقش دارند. این نوع از تومور، تقریباً ۲۰ تا ۳۰ درصد از رابدومیوسارکوم‌ها را تشکیل می‌دهد و در حدود ۱ درصد از تمامی سرطان‌های کودکان و نوجوانان را شامل شده و میزان بروز آن ۱ در ۱ میلیون است. اغلب موارد، به صورت تک‌گیر بوده و استعداد ژنتیکی قبلی ندارند. سرطان‌های ناشی از ترکیب PAX3-FOXO1 بیشتر در نوجوانان و جوانان دیده می‌شود و ترکیب PAX7-FOXO1 اغلب در سرطان کودکان خردسال یافت می‌شود.

## پاتولوژی
سلول‌های این تومور کوچک بوده و سیتوپلاسم کمی دارند. هستهٔ سلول کوچک و گرد است و ساختار کروماتینی کدری دارد. سلول‌های سرطانی اغلب به هم چسبیده و توسط یک سپتوم فیبروواسکولار (همبندی-عروقی) از هم جدا می‌شوند. این سپتوم‌های همبندی-عروقی که دسته‌جات سلول‌های سرطانی را از هم جدا می‌کند، به این تومور، فیزیولوژی کیسه‌های هوایی ریه را می‌دهد. البته برخی از این سرطان‌ها، فاقد سپتوم همبندی-عروقی بوده و در نتیجه نمای ظاهری صلب و مستحکم‌تری را دارا هستند؛ اما فاقد فیزیولوژی کیسه‌های هوایی هستند.

## بالینی
این سرطان معمولاً در ماهیچه‌های دست و پا رخ می‌دهد، اما در بالاتنه و نواحی سر و گردن هم بسیار شایع است. تومور اولیه به صورت یک تودهٔ نرم بدون درد آغاز می‌شود، اما با گذشت زمان و افزایش اندازه، به احشاء یا ساختارهای مجاور فشار وارد می‌کند و اینجاست که کشف می‌شود. در حدود ۲۵ تا ۳۰ درصد از بیماران، زمانی تومور کشف می‌شود که متاستاز داده‌است. محل‌های متاستاز معمول، مغز استخوان و غدد لنفاوی دورتر است. درمان شامل، جراحی، پرتودرمانی و شیمی‌درمانی است.

## پیش‌آگهی بیماری
بیماران مبتلا به این سرطان، اغلب پیش‌آگهی نامطلوبی دارند. میزان بقای چهارساله و بدون عود، در بیمارانی که تومورشان پخش نشده باشد، حدود ۶۵ درصد است؛ حال آنکه میزان بقای چهارساله برای بیمارانی که با متاستاز مراجعه کرده‌اند، حدود ۱۵ درصد است. آنهایی که پروتئین ترکیبی PAX3-FOXO1 دارند، پیش‌آگهی بدتری نسبت به بیمارانی دارند که داری پروتئین ترکیبی PAX7-FOXO1 هستند و میزان بقای چهارساله در اینها به ترتیب ۸ و ۷۵ درصد است. سایر عوامل تعیین‌کننده در میزان بقای بیمار شاملِ محل اولیهٔ تومور، اندازهٔ اولیهٔ آن، میزان تهاجم موضعی آن، تعداد غدد لنفاوی درگیرشده و وجود متاستاز است. مثلاً اگر محل اولیهٔ تومور در بافت استخوانی باشد، میزان بقا بیشتر است و پاسخ بهتری به درمان‌ها می‌دهد؛ حال آنکه اگر محل اولیهٔ تومور در ناحیهٔ حلق باشد و متاستاز به پستان داده باشد، پیش‌آگهیِ بیماری، بسیار بد است.  در بیمارانی که «پروتئین ترکیبی» منفی است و ویژگی‌های بالینی کم خطری موجود است، درمانِ حداقلی (خفیف) کافی است، اما اگر در بیماری «پروتئین ترکیبی» مثبت است (و همچنان ویژگی‌های بالینی کم خطری موجود است) درمان باید به گونه‌ای باشد که گویی بیمار ریسک خطرِ «متوسط» دارد و در نتیجه رژیم‌های درمانی شدیدتری لازم است.